# Canal du Faux-Rempart
Le canal du Faux-Rempart ou fossé du Faux-Rempart de Strasbourg est un bras nord de l'Ill qui a été canalisé au XIXe siècle.

## Description
De 2,1 km de longueur, il forme la limite nord de la Grande Île de Strasbourg. Il se sépare du cours principal de l'Ill à l'aval du Barrage Vauban et le rejoint au niveau du quai Sainte-Attale (ancien quai Saint-Étienne).
Onze ponts (Pont de l'Abattoir, Pont National, Pont Kuss, Pont de Saverne, Pont du Marché, Pont de Paris, Pont du Faubourg-de-Pierre, Pont de la Fonderie, Pont du Théâtre, Pont de la Poste, Pont Saint-Étienne) et deux passerelles (Passerelle des Juifs et Passerelle du Faux-Rempart) le franchissent.

## Histoire
À l'origine, il s'agit d'un bras de l'Ill. Des fortifications apparaissent sur sa berge intérieure et celle-ci sont doublées dans son lit au XIIIe siècle. De là, lui vient aussi son nom : le rempart le plus important étant celui qui était sur sa berge intérieure.
Le maire Frédéric de Turckheim supprime le faux-rempart. Les travaux durent entre 1831 et 1832. Ils « autorisent un canal de navigation spacieux et le transport de marchandises à l'intérieur de la ville ». En 1840, le canal est ouvert à la navigation.

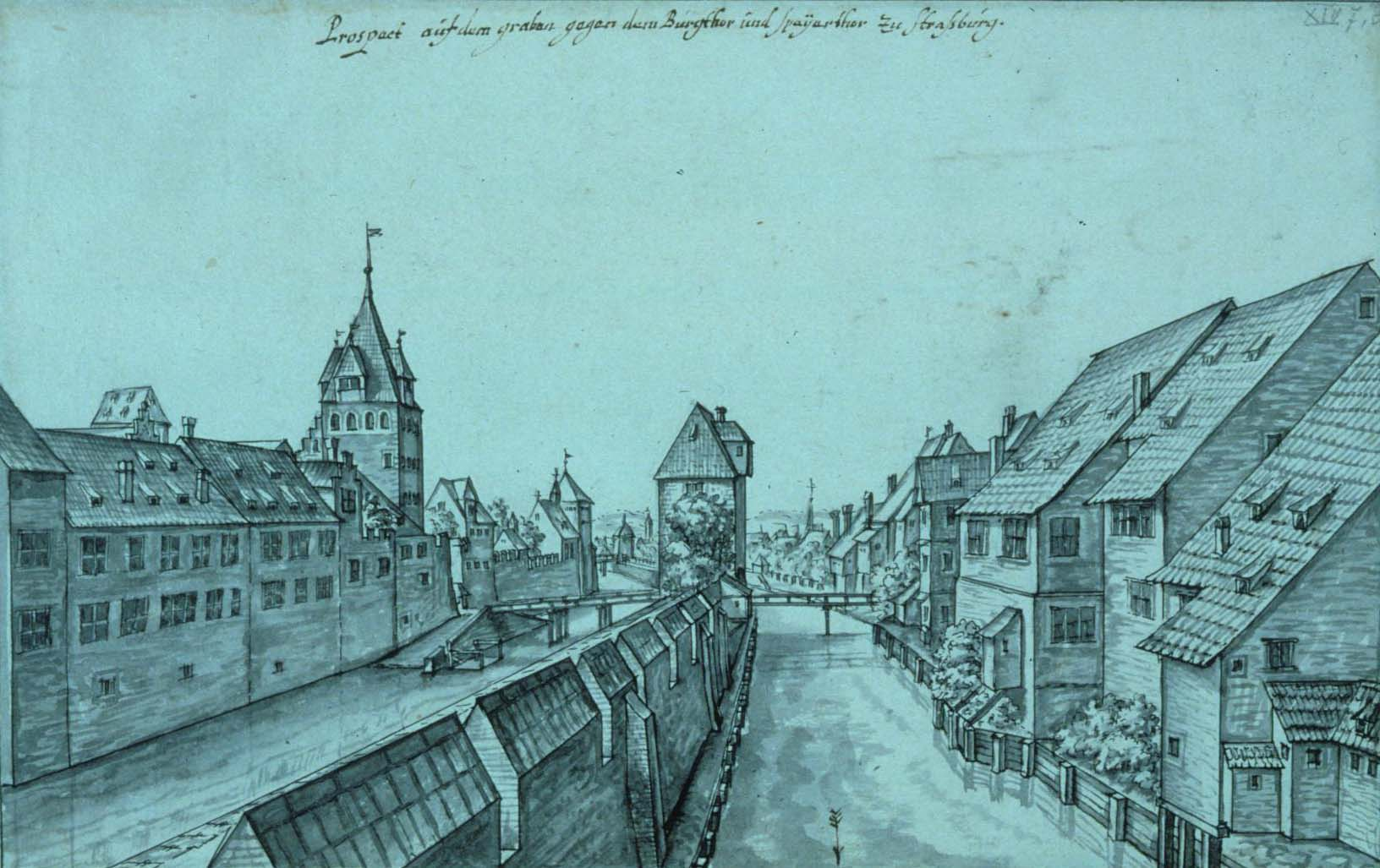
Vue des faux-remparts vers 1650 (Jean-Jacques Arhardt)
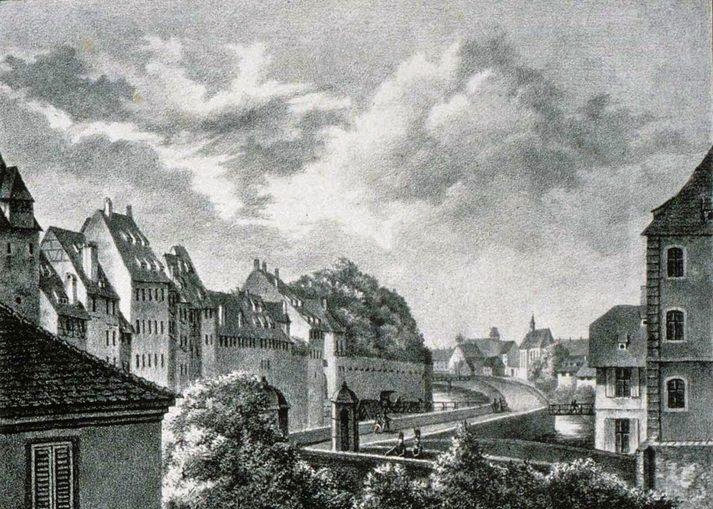
Vue du Faux-Rempart (1840)
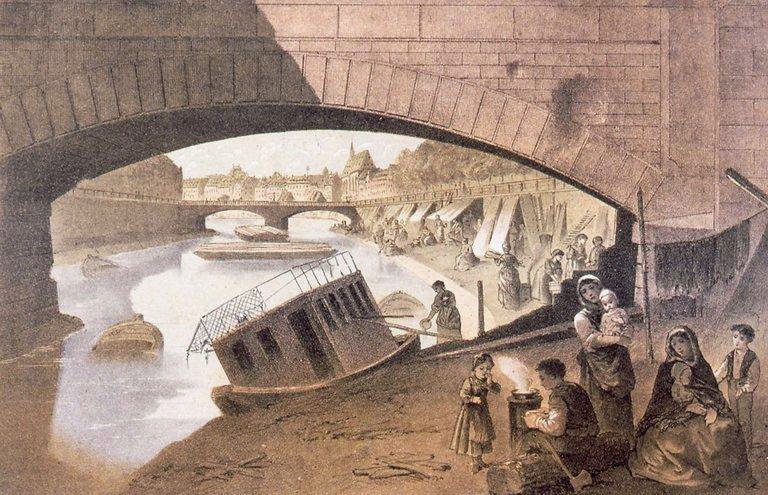
Les abris sur le chemin de halage du canal des Faux-Remparts (1870)

## Aujourd'hui
En 2013 la berge droite va être réaménagée pour améliorer son aspect paysager.[réf. souhaitée]